# Föhringer Eisenbahnbrücke
A Föhringer Eisenbahnbrücke egy vasúti híd Münchenben az Isar folyó felett. A hídon halad át a villamosított Münchner Nordring. A hidat 1907 és 1908 között építették. A hidat 1945-ben felrobbantották, de hamarosan ideiglenes híd épült a helyére. Ezt váltotta fel a jelenleg is üzemelő híd, mely 1968 és 1969 között épült.